# Alexander Doll
Alexander Doll (* 4. April 1970) ist ein deutscher Betriebswirt und Manager. Von November 2017 bis Dezember 2019 war er Vorstandsmitglied der Deutschen Bahn. Seit Mai 2020 ist er Vorsitzender des Aufsichtsrats der Lincoln International AG, der deutschen Dependance der US-amerikanischen Investmentbank Lincoln International.

## Werdegang
Er studierte in Frankfurt am Main Betriebswirtschaftslehre und besuchte anschließend zwei Jahre die Goizueta Business School der Emory University in Atlanta, die er 1998 mit einem MBA abschloss. Der gelernte Bankkaufmann arbeitete anschließend für verschiedene Banken in New York, London und Frankfurt.

### Barclays
2012 wurde Alexander Doll, nachdem er mehrere Jahre in verschiedenen Positionen im Unternehmen gearbeitet hatte, an die Seite von Ralf Herfurth zum Co-Geschäftsführer von Barclays Deutschland berufen. Das Unternehmen befand sich zu dieser Zeit in finanzieller Schieflage, und Doll hatte den Auftrag, die wirtschaftlichen Kennzahlen des Unternehmens zu verbessern.
Ab 2015 war Doll als alleiniger Deutschland-Chef beim Finanzunternehmen Barclays tätig und gehörte wie bereits in den Jahren zuvor zum engsten Beraterkreis der Deutschen Bahn. Unter anderem war er an der Entscheidung zum Kauf der DB-Auslandstochter Arriva mit deren Ländergesellschaften in Tschechien und Polen beteiligt.

### Deutsche Bahn
Am 10. November 2017 wurde er in den Vorstand der Deutschen Bahn berufen, zuständig für Güterverkehr und Logistik. Er übte diese Funktion ab dem 1. April 2018 aus. Mit Beschluss des Aufsichtsrats vom 26. September 2018 hat er gegen die Proteste der Eisenbahngewerkschaft EVG, die eine Personalunion im Vorstand ablehnte, zum 1. Januar 2019 zusätzlich das Finanzressort (von Richard Lutz) übernommen.
Doll sollte die Erträge der Güterverkehrssparte DB Cargo erhöhen und die finanzielle Situation des Konzerns verbessern. Tatsächlich wuchsen die Verluste weiter. Die DB-Vorstände Lutz und Pofalla hätten ihm daher nahegelegt, sich ausschließlich um den Güterverkehr zu kümmern, was Doll abgelehnt habe. Teils wird darin auch ein Versuch von Lutz gesehen, einen Konkurrenten auf Distanz zu halten.
Als Finanzvorstand konnte Doll 2019 durch Platzierung einer Hybridanleihe zwei Milliarden Euro auf den Finanzmärkten einwerben und damit eine Finanzierungslücke schließen und das Rating des Unternehmens verbessern.
Der von Doll ebenfalls vorangetriebene Börsengang von Arriva musste durch den EU-Austritts des Vereinigten Königreichs verschoben werden. Die von Doll erst im September 2019 an die Regierung gemeldeten Pensionsverpflichtungen für Mitarbeiter von Arriva hatte dort einige verärgert. Die bis dahin nicht bekannten Pensionsgarantien im Umfang von 432 Millionen Euro, die den Unternehmenswert vermindern, waren bei der Vorbereitung des Arriva-Verkaufs durch Doll aufgefallen.
Ein von Bundesverkehrsminister Andreas Scheuer und des DB-Aufsichtsratsvorsitzenden Michael Odenwald im November 2019 unternommener Versuch, Doll von seinen Aufgaben zu entbinden, scheiterte an einer fehlenden Mehrheit im DB-Aufsichtsrat. Scheuer habe Doll vorgeworfen, ihn beim geplanten Verkauf oder Börsengang von Arriva nicht ausreichend informiert zu haben.
Am 18. November 2019 stimmte der Aufsichtsrat der Aufhebung von Dolls Vertrag zum 31. Dezember 2019 zu. Er soll eine einstellige Millionensumme als Abfindung erhalten haben. Laut Doll scheide er „[a]ufgrund von unterschiedlichen Auffassungen zur weiteren strategischen Entwicklung und Führung der Deutsche Bahn AG“ aus.
Seit 1. Januar 2020 ist Sigrid Nikutta im DB-Vorstand zuständig für Güterverkehr.

### Lincoln International
Seit dem 1. Mai 2020 ist Doll als Vorsitzender des Aufsichtsrats der Lincoln International AG in Frankfurt tätig, der deutschen Dependance der US-amerikanischen Investmentbank Lincoln International. Er ist darüber hinaus Mitglied des Global Management Committees von Lincoln International. Er ist ferner an Private-Equity-Fonds beteiligt, investiert in Logistik-Start-ups und berät Gründer.